# 岡井明日菜
岡井 明日菜（おかい あすな、1996年5月14日 - ）は、ハロプロエッグの元メンバー。血液型A型。公式ニックネームは「あっすー」。その他の愛称は「あすなん」「おかん」。

## 略歴
- 2004年、ハロプロ エッグ オーディション2004に合格し、ハロプロエッグの一員となる。

- 2018年6月4日、第二子の妊娠を報告[2]。
- 2019年8月、アパレルブランド「RitoRi-mu」の立ち上げを発表、オンラインショップを開設[3][4]。

## 人物
- 2歳年上の姉は、元ハロー!プロジェクト・℃-uteの岡井千聖[1]。その下の妹の岡井みおんも芸能活動をしている[5]。他に弟が2人いる[6][7]。
- 身長156cm[6]。

## 出演

### テレビ番組
- 特番!!ちゃお.TV〜ハロプロエッグのプリンセス決定戦〜（2007年9月2日・10月7日、キッズステーション）

### CM
- ライオン「PCクリニカ」（2006年）森高千里との共演[8]。

### ビデオ
- もったいないばあさん音頭（2007年6月29日）

### 舞台
- 2009年秋季エッグ研修発表会 〜女優宣言〜（2009年10月6日 - 12日公演、6日・11日出演、シアターグリーン）
- 2010秋季エッグ研修発表会〜女優宣言〜（2010年10月1日 - 3日公演、2日出演、時事通信ホール）

### コンサート
- Hello! Project 2006 Summer 〜ワンダフルハーツランド〜（2006年7月22日・23日、代々木第一体育館）[8]
- 第一回 ハロー!プロジェクト新人公演 〜さるの刻〜／〜とりの刻〜（2007年5月13日）
- Cutie Circuit 2007 〜MAGICAL CUTIE感謝祭〜（2007年8月24日）
- 2007 ハロー!プロジェクト新人公演8月 〜横浜で会いましょう〜（2007年8月26日）
- 2007 ハロー!プロジェクト新人公演 11月 〜品川で会いましょう〜（2007年11月23日、品川ステラボール）
- 2008 ハロー!プロジェクト新人公演 3月 〜キラメキの横浜 〜（2008年3月29日）
- 2008 ハロー!プロジェクト新人公演 6月 〜赤坂HOP!〜（2008年6月22日）
- 2008 ハロー!プロジェクト新人公演 9月 〜芝公園STEP!〜（2008年9月23日）
- 2008 ハロー!プロジェクト新人公演 11月 〜横浜JUMP!〜（2008年11月24日）
- 2009 ハロー!プロジェクト新人公演 4月 〜横浜HOP!〜（2009年4月4日）
- 2009 ハロー!プロジェクト新人公演6月 〜中野STEP!〜（2009年6月7日、中野サンプラザ）
- 2009 ハロー!プロジェクト新人公演9月 〜横浜JUMP!〜（2009年9月23日、横浜BLITZ）
- 2009 ハロー!プロジェクト新人公演11月 〜横浜FIRE!〜（2009年11月23日、横浜BLITZ）
- 2010 ハロー!プロジェクト新人公演 3月 〜横浜GOLD!〜（2010年3月27日、横浜BLITZ）
- 2010 ハロー!プロジェクト新人公演 6月 〜横浜HOP!〜（2010年6月5日、横浜BLITZ）
- 2010 ハロー!プロジェクト新人公演 9月 〜横浜STEP!〜（2010年9月5日、横浜BLITZ）
- 2010 ハロー!プロジェクト新人公演11月 〜横浜JUMP!〜（2010年11月28日、横浜BLITZ）

### ネット配信
- あっすーと愉快な仲間たち（2018年8月16日 - 、SHOWROOM）[6]